# Flip (együttes)
A FLiP négytagú japán rockegyüttes volt, amely 2005 októberében alakult Nahában. A zenekar a 2016. március 5-i Wonderland című koncertje után feloszlott.

## Az együttes története
Az együttest 2005. október 6-án alapították az Okinava prefektúrai Nahában. Az akkoriban másodéves középiskolás Tonaki Szacsiko (ének és gitár) egy a Naha főutcáján, a Kokuszai-dórin lévő McDonald’s gyorsétteremben felkérte osztálytársát, Nagadó Júkót (gitár), hogy alapítsanak egy „menő lányegyüttest” (かっこいい女の子バンド; Hepburn: kakkoii onnanoko bando). Nem sokkal később Mijagi Szajaka (basszusgitár) és Tamaki Jumi (dobok) felsőéves osztálytársak csatlakoztak az együtteshez.
Nahában kezdtek koncerteket adni, majd a Mongol800 együttest is gondozó High Wave független lemezkiadó felfigyelt rájuk. Bemutatkozó középlemezük 2008. június 5-én jelent meg Haha kara umareta hinekure no uta címmel, amelyet 2009. május 20-án követett a második, a Kansó csúdoku. Egyik sem került fel a japán Oricon eladási listására. 2009 márciusában a South by Southwest által rendezett Japan Nite US Tour 2009 turné keretén belül az Egyesült Államok nyolc nagyvárosában adtak koncertet.
2010-ben a DefStar leszerződtette őket, első nagykiadós kiadványuk, a 2010. február 3-án megjelent Dear Girls középlemez az Oricon 140. helyéig jutott. A kiadvány producere a korábban a Chatmonchy és a 9mm Parabellum Bullet együttesekkel dolgozó Isivatari Dzsundzsi volt. 2010-ben még egy „mini-albumot”, a Mulu Mole-t jelentettek meg, ami a 268. helyen mutatkozott be a japán eladási listán.
2011. február 23-án megjelent első kislemezük, a Karto Niago, ami a 32. helyen mutatkozott be az Oriconon 3367 eladott példánnyal. A kiadvány címadó dala a Jorinuki Gintama-szan című animesorozat negyedik nyitódalaként is hallható volt. 2011-ben még két lemezük jelent meg, az első, a Micsi Evolution stúdióalbum május 25-én, míg a második, a Hosii mono va kislemez december 7-én. Előbbi az 59., utóbbi a 106. helyezést érte el a szigetország eladási listáján.
2012. február 8-án Wonderland címmel megjelent a harmadik kislemezük, amely címadó dalát a Gin Tama animesorozat egyik nyitódalaként, valamint a Jogjog egyik reklámjának betétdalaként is felcsendült. A lemez a 27. helyen mutatkozott be az Oriconon, hasonlóan a 2012. május 16-án megjelent XX Emotion című középlemezükhöz.
A zenekar a 2016. március 5-i Wonderland című koncertje után feloszlott.

## Diszkográfia

### Stúdióalbumok
- Micsi Evolution (2011. május 25., DefStar)
- XX Emotion (2012. május 16., DefStar)
- Love Toxicity (2013. június 26., DefStar)

### Középlemezek
- Haha kara umareta hinekure no uta (2008. június 25., High Wave)
- Kansó csúdoku (2009. május 20., High Wave)
- Dear Girls (2010. február 3., DefStar)
- Mulu Mole (2010. szeptember 15., DefStar)
- Birth (2015. május 6., EMI)

### Kislemezek
- Karto Niago (2011. február 23., DefStar)
- Hosii mono va (2011. december 17., DefStar)
- Wonderland (2012. február 8., DefStar)
- Girl (2014. október 1., EMI)